# Antón Villar Ponte
Antón Villar Ponte

  (Viveiro 1881 - Corunha 1936), foi um dos principais alentadores do galeguismo de pré-guerra. Jornalista, fez chegar seu ideário em vários jornais e revistas -A Nosa Terra, Nós, La Voz de Galicia, El Pueblo Gallego, El Noroeste, etc.
Muitas das suas propostas (inseridas no trabalho das primeiras Irmandades da Fala) foram posteriormente assumidas por símbolos do galeguismo como Alfonso Daniel Rodríguez Castelao.

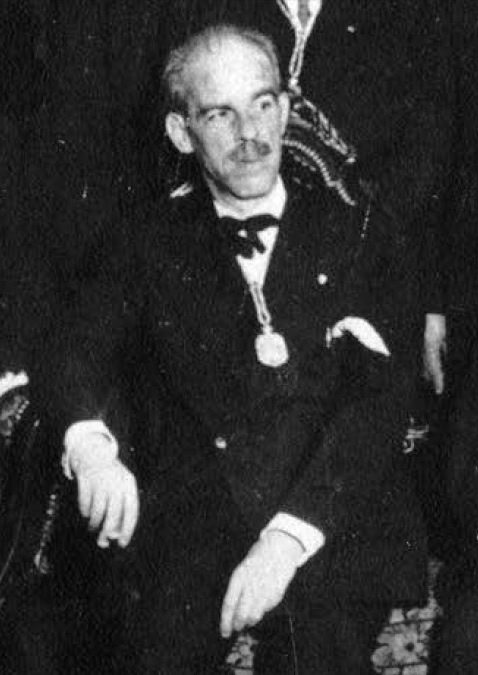
Villar Ponte, 1934.

O trabalho e as reflexões de Villar Ponte contextualizam-se num momento de desenvolvimento intelectual e estético em toda Europa, e que na Galiza coincidiu com o surgimento de duas posturas enfrentadas no seio do galeguismo. De uma banda, a corrente culturalista (de direitas, personificada por Vicente Risco, Otero Pedrayo e Florentino López Cuevillas) e, da outra, a mais ativista politicamente (de esquerdas, com Manuel Lugrís, Uxío Carré Aldao ou Víctor Casas).
De fato, Antón Villar Ponte faria parte deste segundo grupo, com Johán Vicente Viqueira. Sua própria visão do nacionalismo galego inclui-o dentro desta corrente, pois defendia construir os sistemas políticos desde a racionalidade e desde o serviço às pessoas, já que considerava as pessoas de forma individual e não como ente abstrato (contrariamente do que defendiam os culturalistas).
Igualmente, prescindia das paixões e apelava à racionalidade. Estes razoamentos, a priori críticos com o nacionalismo galego, utilizou-os Villar Ponte contra o nacionalismo espanhol:
| “ | ¿Incondicionaes d'Hespaña? A incondicionalidade é escravitú. A incondicionalidade inda non se da no senso natural para que poida dárese no senso político. Condicional é o mais respetabre da vida: a relación entre pais e fillos, dentro da familia. ¿Cómo poden existir parvos que falen da santa incondicionalidade a un Estado, sempre cousa artificiosa e mudabre. | ” |

A respeito das origens da sua consciência política e da sua visão acerca da língua da Galiza fica este esclarecedor texto:

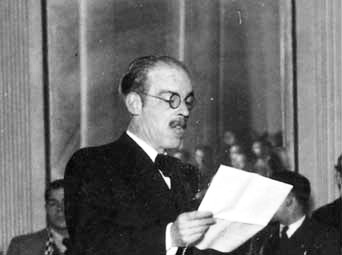
A. Villar Ponte foi um dos intelectuais mais destacados da sua época na Galiza.

| “ | E eu dígolles con todo respeto aos “tradicionalistas” da galeguidade actual en movimento, que cando valorizamos Galiza para facela xurdir política e culturalmente de seu, non ollamos a nada antergo –o que non quer dicir que non deba ollarse– senón á realidade “presente” con ollada virxe: vendo un país con lingua propia, viva na maoría dos seus moradores e afincada nun esteo indestrutíbel, o da lingua portuguesa, que lle dá ás nosas arelas unha forza maor que a dos máis pobos diferenciados da Penínsua e de Europa enteira; un país de unidade xeográfica, económica e moral, que só pode trocarse de territorio con habitantes, en pobo con ialma e cibdadanía, en pobo relevante e útil a sí mesmo e ó progreso humán, esculpíndose en sí mesmo para sí mesmo con cincel do próprio estilo. O noso pulo naceu ollando o presente e o porvir. Xermolaría igoal de non termos historia nin precursores. Os que fitan agora atrás fan ben; nós non fitábamos cando ceibámolo berro primeiro do galeguismo conscente. Sin pasado histórico daríamolo o mesmo. Concebímolo pelegrinando por Portugal. Véndolle vivir a vida moderna na nosa fala. | ” |

E é que, segundo Villar Ponte, os sistemas sociais constroem-se historicamente pela Humanidade, com o que aconteceria o mesmo com os conceitos nação e Estado: se os constroem os seres humanos, não são realidades eternas nem feitos que determinem ou devam determinar, em princípio, uma imposição moral para as pessoas. Este ponto de vista bate frontalmente com o tipo de discurso historicista que predominava nos nacionalismos do século XIX e de começos do século XX.

## Obra
- A patria do labrego (1905).
- Entre dous abismos (1920).
- Almas mortas (1922).
- O mariscal (1926), com Ramón Cabanillas.
- Os evanxeos da risa absoluta (1935).
- Noiturno de medo e morte (1935).
- O sentimiento liberal na Galiza.
- Os nosos valores.
- Do cosmopolitismo.
- Do universalismo e da mansedume galega.
- Escolma de artigos nazonalistas (1936).